# Oreoglanis lepturus
Oreoglanis lepturus är en fiskart som beskrevs av Ng och Walter J. Rainboth 2001. Oreoglanis lepturus ingår i släktet Oreoglanis och familjen Sisoridae. IUCN kategoriserar arten globalt som akut hotad. Inga underarter finns listade i Catalogue of Life.